# قتيبة الجبوري
قتيبة إبراهيم تركي الجبوري (1974 -) هو سياسي وطبيب عراقي ووزير البيئة السابق (2014 - 2015 -) ولد سنة 1973 في محافظة صلاح الدين وهو رئيس لجنة الصحة والبيئة النيابية مجلس النواب العراقي، حاصل على شهادة ماجستير طب مجتمع من كلية الطب جامعة تكريت، شغل منصب مدير عام دائرة اصلاح صلاح الدين (2009 – 2010)،  عضو لجنة الصحة والبيئة النيابية لثلاث دورات انتخابية متتالية (2010 -2022)
فاز بعضوية  مجلس النواب في الدورة الانتخابية الثالثة (2014-2018) ممثلاً عن قائمة ائتلاف العراق، تم تكليفه بحقيبة وزارة البيئة في حكومة رئيس الوزراء السابق حيدر العبادي بين عامي (2014-2015)
رشح لعضوية مجلس النواب العراقي في انتخابات عام 2018 ضمن قائمة ائتلاف قلعة الجماهير الوطنية وفاز بمقعد عن محافظة صلاح الدين بعد أن حصل على 7422 صوت.

## المؤهلات العلمية والتحصيل الدراسي
- شهادة الماجستير في طب المجتمع / كلية الطب – جامعة تكريت.
- بكلوريوس في الطب والجراحة العامة / كلية الطب – جامعة تكريت.

## وزارة البيئة
بعد انتخابات 2014 طرح اسم قتيبة الجبوري كاحد أبرز مرشحي تحالف القوى العراقية عام 2014 لمنصب وزارة البيئة، وبعد فوزة في انتخابات 2014 أصبح عضو في مجلس النواب العراقي، وفي سبتمبر 2014 كلفه حيدر العبادي لمنصب وزارة البيئة
 ليكون وزير للبيئة خلفا لسركون لازار صليو بنزيزو.

## لجنة الصحة والبيئة النيابية
في نهاية عام 2015 قرر رئيس الوزراء العراقي حيدر العبادي، دمج وزارة البيئة بوزارة الصحة وعاد الدكتور قتيبة الجبوري إلى مجلس النواب العراقي واستلم منصب رئيس لجنة الصحة والبيئة النيابية